# Huracán de Tres Arroyos
Club Atlético Huracán (besser bekannt als Huracán de Tres Arroyos) ist ein argentinischer Sportklub mit Sitz in der Stadt Tres Arroyos im gleichnamigen Partido in der Provinz Buenos Aires.

## Geschichte der Fußballer

### Anfänge auf regionaler Ebene
Der Klub wurde am 3. Januar 1923 von einigen ehemaligen Mitgliedern des Costa Sud Athletic Clubs gegründet. Bei der Namensfindung orientierte man sich an dem bereits seit 1908 existierenden Club Atlético Huracán aus Buenos Aires. In der Anfangszeit brachte sich der Klub auch in den Aufbau der regionalen Fußballliga Liga Regional Tresarroyense de fútbol ein. Auf regionaler Ebene erlebte der Klub besonders in den späten 1960er Jahren große Erfolge und erlangte mehrere Meistertitel.

### Aufstieg bis in die Primera División
In der Saison 1998/99 gelang der Aufstieg aus der damals viertklassigen Torneo Argentino B in die drittklassige Torneo Argentino A. In der Saison 2000/01 wurde das Team Meister der Zona A und als Sieger der Aufstiegsrunde (Zona Campeonato) stieg man in die zweithöchste Liga von Argentinien, die Primera B Nacional auf. In der in Apertura und Clausura ausgetragenen Liga positionierte man sich direkt auf einem der vorderen Plätze. Beim Aufstiegsturnier unterlag man nach einem 0:0-Hinspiel Club El Porvenir mit 0:1 im Rückspiel. In der Folgesaison erreichte man den achten Platz. In der nächsten Saison mit 28 Punkten platzierte man sich erst in der Apertura auf dem vierten Platz und in der Clausura mit 34 Punkten auf dem dritten. Zwar wurde man so nicht Meister, die Gesamtpunktzahl gereichte jedoch zum ersten Platz der Abschlusstabelle. In den  Aufstiegsspielen setzte man sich in Hin- und Rückspiel gegen Atlético de Rafaela durch und kam so in die erstklassige Primera División.

### Niedergang bis zurück in die regionale Liga
In der Saison 2004/05 musste der Klub mit 17 Punkten und dem 20. und letzten Platz wieder absteigen. Zurück in der Primera B landete man in der Apertura der Saison 2005/06 im unteren Mittelfeld und nach der Clausura auf dem 19. Platz, was erneut den 20. und letzten Platz der Endtabelle bedeutete. Nach Anwendung der 3-Jahres-Wertung auf dem zwölften Platz, konnte ein weiterer Abstieg verhindert werden. In der nächsten Saison stieg man mit Platz 19. Platz in die dritte Liga Torneo Argentino A ab.
In den folgenden Spielzeiten scheiterte man mehrfach in Aufstiegsrunden. In der Saison 2011/12 müsste man als eine von vielen Mannschaften den Gang in die Fünftklassigkeit antreten. In der Spielzeit 2012/13 stieg man erneut ab und stieg anschließend wieder höher. Zuletzt gelang als Meister die Teilnahme an der Torneo Federal C im Jahr 2017.